# 2009 aux Samoa américaines
Cet article présente les faits marquants de l'année 2009 aux Samoa américaines.

## Évènements
- Mercredi 29 septembre 2009 : un puissant séisme de magnitude 8,3, qui a duré 3 minutes, a déclenché des vagues de quatre à huit mètres de haut qui se sont abattues sur les îles Samoa. Au moins 22 personnes ont été tuées selon un premier bilan dans les Samoa américaines. De nombreuses autres personnes sont portées disparues. L'épicentre a été localisé à environ 200 km au sud-ouest d'Apia à 35 km sous le fond de l'océan. À Pago Pago, la capitale des Samoa américaines, une énorme vague est arrivée peu après le séisme. La mer est montée jusqu'à 100 mètres à l'intérieur des terres avant de se retirer[1].

- Vendredi 2 octobre 2009 : le tsunami qui a dévasté mardi les îles Samoa a fait au moins 170 morts, selon un nouveau bilan annoncé par les autorités locales qui redoutent qu'il n'approche les 200 morts. Selon la Croix-Rouge, l'État indépendant de Samoa, dans l'ouest de l'archipel, est le plus durement frappé avec 129 morts confirmés. Le bilan est de 32 tués aux Samoa américaines et de 9 aux Tonga, un archipel situé à 1.000 km plus au sud.